# Paul Sueo Hamaguchi
Paul Sueo Hamaguchi (jap. パウロ浜口末雄 Pauro Hamaguchi Sueo; ur. 1 sierpnia 1948 w Higashishitsu, zm. 28 grudnia 2020 w Ōita) – japoński duchowny rzymskokatolicki, w latach 2011 do swojej śmierci w 2020 biskup diecezjalny Ōity. 

## Życiorys
Święcenia kapłańskie przyjął 19 marca 1975 w archidiecezji Nagasaki. Pracował głównie w parafiach archidiecezji, zaś w latach 1992-2002 pełnił funkcję rektora niższego seminarium. W 2005 został inkardynowany do diecezji Takamatsu i został proboszczem parafii katedralnej.
25 marca 2011 papież Benedykt XVI mianował go biskupem diecezjalnym Ōity. Sakry udzielił mu 26 czerwca 2011 arcybiskup metropolita Nagasaki Joseph Mitsuaki Takami PSS. 
Zmarł 28 grudnia 2020.